# Spartakiada 1951
Spartakiada 1951 – ogólnopolskie zawody sportowe (spartakiada) rozegrane w dniach 8-16 września 1951 roku w Warszawie i Łodzi.

## Historia
I Ogólnopolska Spartakiada odbyła się w dniach  8–16 września 1951 roku w Warszawie i Łodzi. Udział w niej zgłosiło 2764 uczestników w 9 dyscyplinach: 100 w boksie, 379 w gimnastyce, 80 w kolarstwie, 346 w koszykówce, 82 w lekkoatletyce, 347 w piłce siatkowej, 348 w pływaniu i 50 w torze przeszkód. Spartakiadę otworzył premier Józef Cyrankiewicz. Przewodniczącym komitetu organizacyjnego był Henryk Szemberg. W imieniu sportowców ślubowanie złożyli Zdobysław Stawczyk (w Warszawie) i Franciszek Szymura (w Łodzi). Sportowcy reprezentowali nie kluby, lecz zrzeszenia sportowe: AZS, Budowlani, CWKS, Górnik, Gwardia, Kolejarz, LZS, Ogniwo, Spójnia, Stal, P. O. „Służba Polsce”, Unia oraz Włókniarz. Nagrodę prezydenta dla najlepszego stowarzyszenia w lekkoatletyce i nagrodę premiera za zwycięstwo w gimnastyce otrzymała ZS Gwardia. Marszałek Rokosowski przyznał nagrodę w strzelaniu Centralnemu Klubowi Sportowemu. Na zakończenie Spartakiady list do Prezydenta Rzeczypospolitej Polskiej Bolesława Bieruta odczytała mistrzyni Polski Maria Ilwicka.
Były to mistrzostwa Polski w tych dyscyplinach. Oprócz tego rozegrano zawody w jeździectwie, a także mecze półfinałowe i finałowy Pucharu Polski w piłce nożnej.
Rozegrano je w dziewięciu dyscyplinach:
- boks
- gimnastyka sportowa
- kolarstwo
- koszykówka
- lekkoatletyka
- pływanie
- strzelectwo
- siatkówka
- tor przeszkód